# Grammistinae
Grammistinae is een onderfamilie van zeebaarzen (Serranidae) die uit meerdere geslachten bestaat.

## Lijst van geslachten
- Belonoperca Fowler & Bean, 1930
- Rypticus Cuvier & Valenciennes, 1829
- Diploprion Kuhl & Hasselt, 1828
- Aporops Schultz, 1943
- Pseudogramma Bleeker, 1875
- Suttonia Smith, 1953
- Grammistes Schneider, 1801